# ثروت (فیلم ۱۹۸۲)
ثروت (به انگلیسی: Daulat) فیلمی هندی محصول سال ۱۹۸۲ و به کارگردانی موهان سگال است. در این فیلم بازیگرانی همچون وینود کانا، راج بابار، زینت امان، امجد خان، دون ورما و ساریکا ایفای نقش کرده‌اند.